# アンナ・クールプール・ピール
アンナ・クールプール・ピール（Anna Claypoole Peale、1791年3月6日 - 1878年12月25日）は、アメリカ合衆国の画家である。フィラデルフィアの画家の一族の出身で、肖像画やミニアチュールを描いた。フィラデルフィアのペンシルベニア美術アカデミーの最初の女性会員に選ばれた。

## 略歴
フィラデルフィアで生まれた。父親のジェイムズ・ピール（1749-1831）も肖像画家、ミニアチュール画家であった。叔父のチャールズ・ウィルソン・ピール（1741-1827）は彫刻家のウイリアム・ラッシュ（William Rush: 1756–1833）らとアメリカ最初の美術アカデミーであるペンシルベニア美術アカデミーを創立した有力な画家で、チャールズの息子には、画家になったラファエル・ピール（1774-1825）や博物画家になったティティアン・ピール（1799-1885）らがいた。妹のマーガレッタ・アンジェリカ・ピール（1795-1882）とサラ・ミリアム・ピール（1800-1885）も画家になった。 
父親から肖像画を学び、生き生きとした肖像画を描くことができるようになり 、叔父のチャールズ・ウィルソン・ピールのもとでも修行を続けた。5年ほど父親の助手を務めた後、16歳ころから独立して作品を描くようになり、1810年ころから、母親の旧姓でミドルネームのクールプールのイニシャルを作品の署名に加えた。1817年から 1818年にかけて、画家として最も人気がある時期であった。アンナ・クールプール・ピールが肖像画を描いた人物にはジェームズ・モンロー大統領やアンドリュー・ジャクソン大統領、リチャード・メンター・ジョンソン上院議員らがいた。
1824年に、妹のサラ・ミリアム・ピールとともに、ペンシルバニア美術アカデミーのアカデミー会員に女性として初めて選出された。
1829年8月27日にウィリアム・ストートン（William Staughton）という人物と結婚したが、その年のうちに夫は死去した。夫の死後、フィラデルフィアで肖像画家として働き、11年後の1841年に軍人のウィリアム・ダンカン（William Duncan）と結婚し、画家の仕事から引退した。
1878年にフィラデルフィアで没した。子供はいなかった。

## 作品

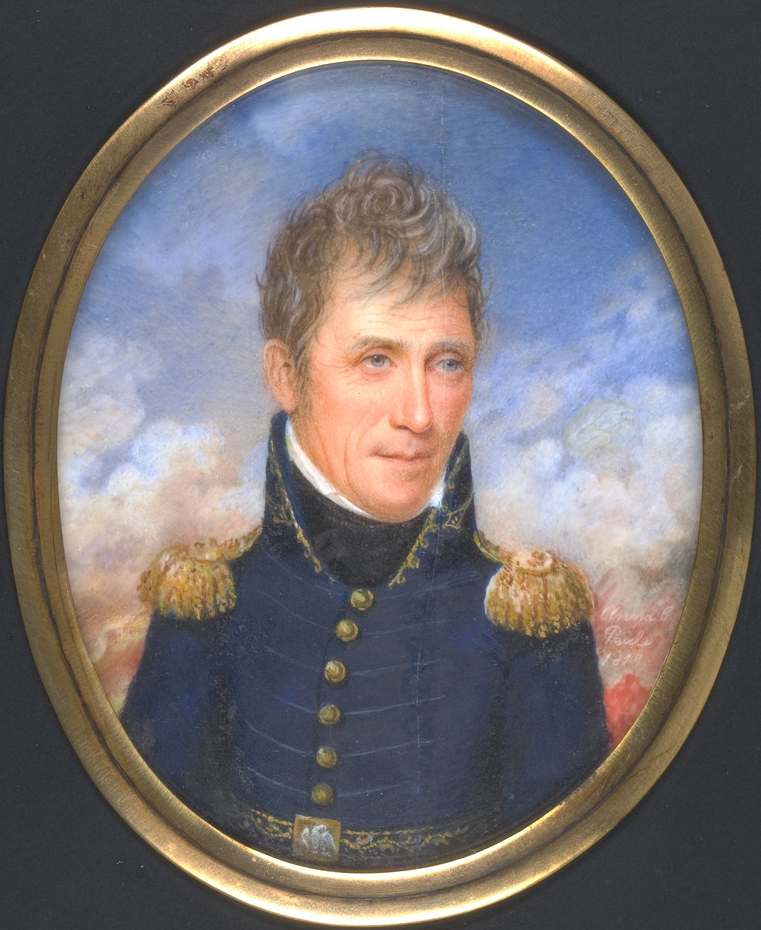
アンドリュー・ジャクソン大統領 (1819) Yale University Art Gallery
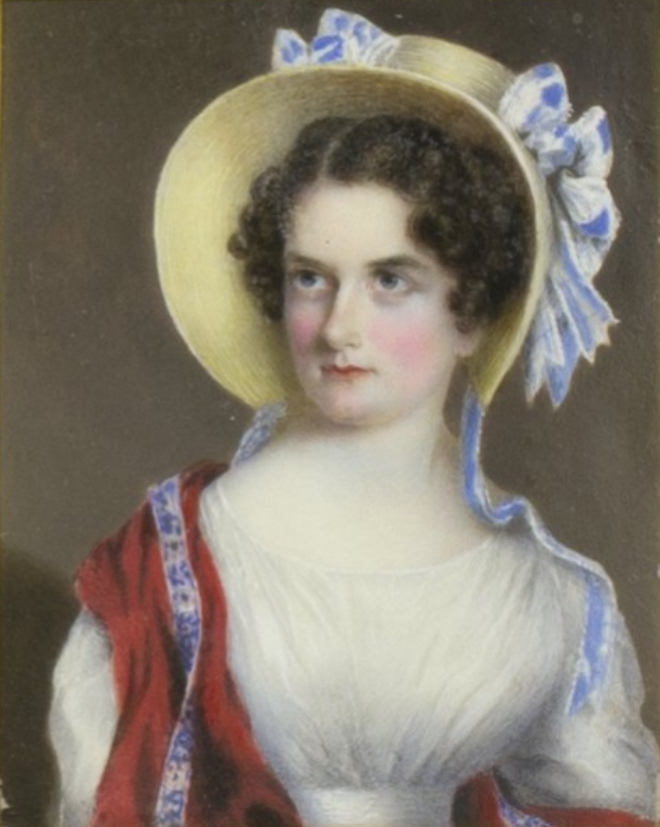
Phoebe Anne Ridgway Rushの肖像画
Mrs. Nathaniel Moore Heywood
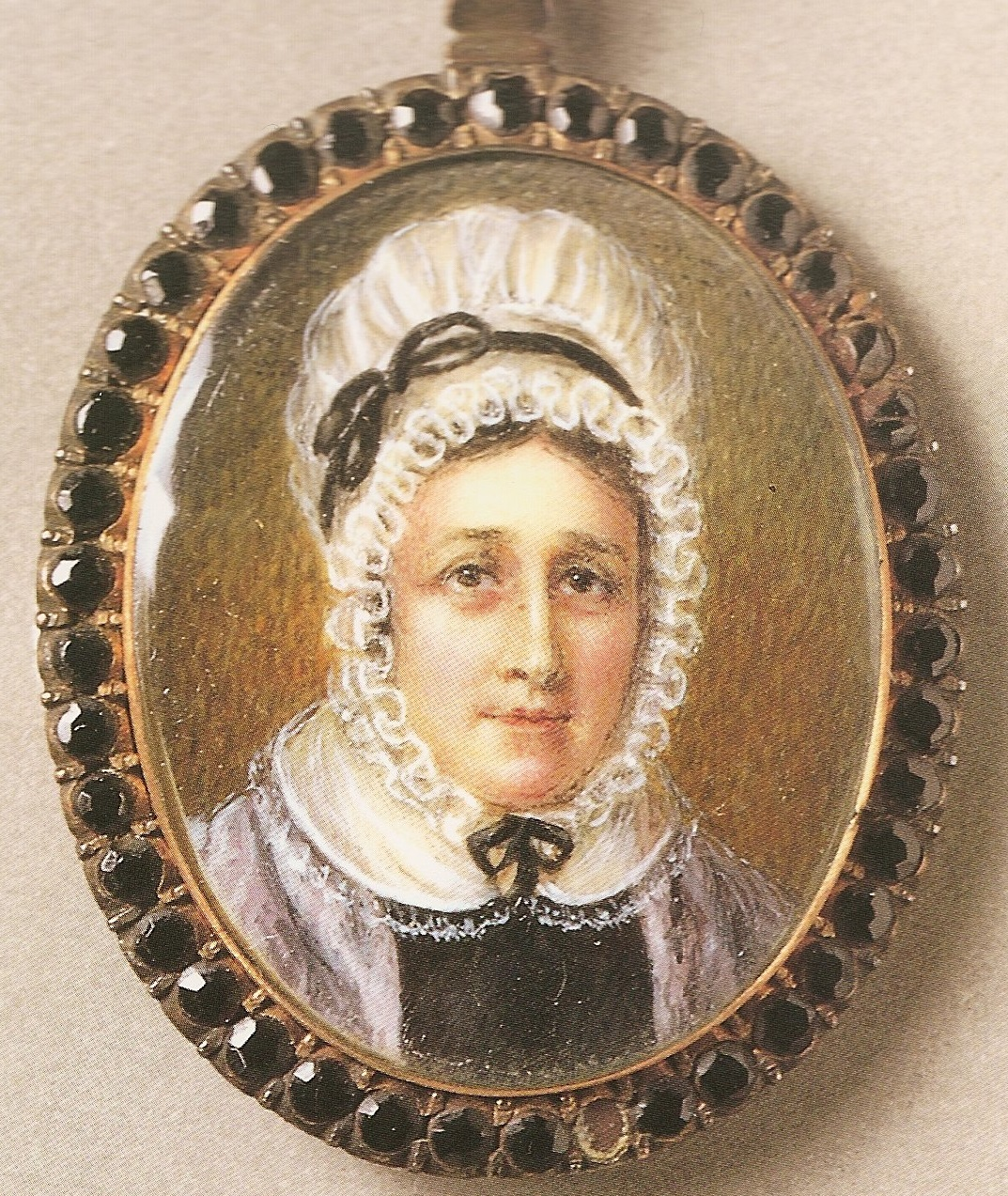
Mary Gorsuch Jessop